# Homophylax andax
Homophylax andax là một loài Trichoptera trong họ Limnephilidae. Chúng phân bố ở miền Tân bắc.